# Алданци
 Тази статия е за селото в Крушевско.  За селото в Торбешията вижте Алдинци.  
А̀лданци (на македонска литературна норма: Алданци) е село в община Крушево, Северна Македония.

## География
Селото е разположено в областта Пелагония, източно от град Крушево, на пътя свързващ Крушево с Прилеп.

## История
Северно от селото, на хълма Градище има останки от римско селище.
В XIX век Алданци е село в Прилепска кааза на Османската империя. В „Етнография на вилаетите Адрианопол, Монастир и Салоника“, издадена в Константинопол в 1878 година и отразяваща статистиката на населението от 1873 година, Алданци (Aldantzi) е посочено като село с 45 домакинства и 110 жители мюсюлмани и 82 българи. Църквата в селото „Свети Илия“ е от XIX век.
Според статистиката на Васил Кънчов („Македония. Етнография и статистика“) от 1900 година Алданци има 270 жители, всички арнаути мохамедани.
На Етнографската карта на Битолския вилает на Картографския институт в София от 1901 година Алданци е чисто турско село в Прилепската каза на Битолския санджак с 49 къщи.
Според Никола Киров („Крушово и борбите му за свобода“) към 1901 година Алданци има 40 турски къщи.
Според Димитър Гаджанов в 1916 година в Алданци живеят 448 турци.
Според преброяването от 2002 година селото има 417 жители, от които:
| Националност     | Всичко |
| северномакедонци | 14     |
| албанци          | 397    |
| турци            | 5      |
| роми             | 0      |
| власи            | 0      |
| сърби            | 0      |
| бошняци          | 0      |
| други            | 1      |

## Личности
Родени в Алданци
- Ахмед Юсуф, арестуван преди април 1904 година, обвинен, че е „дръзнал да убива населението в битката, която се случила по време на бунта“, осъден от Апелативния наказателен съд, лежал в Битолския затвор, амнистиран с общата амнистия от 12 април 1904 година[8]
- Живко Янкуловски (р. 1944), северномакедонски политик, вицепремиер в първото правителството на Никола Груевски
- Синан Исмаил, арестуван преди април 1904 година, обвинен, че е „дръзнал да убива населението в битката, която се случила по време на бунта“, осъден от Апелативния наказателен съд, лежал в Битолския затвор, амнистиран с общата амнистия от 12 април 1904 година[8]
- Синан син на Селим Гази, арестуван преди април 1904 година, обвинен, че е „дръзнал да убива населението в битката, която се случила по време на бунта“, осъден от Апелативния наказателен съд, лежал в Битолския затвор, амнистиран с общата амнистия от 12 април 1904 година[8]